# Avrămești (Harghita)
Avrămești [avrəˈmeʃtʲ] (veraltet Sîn-Avram oder Avram; ungarisch Szentábrahám) ist eine Gemeinde im Kreis Harghita, in der Region Siebenbürgen in Rumänien.

## Geographische Lage

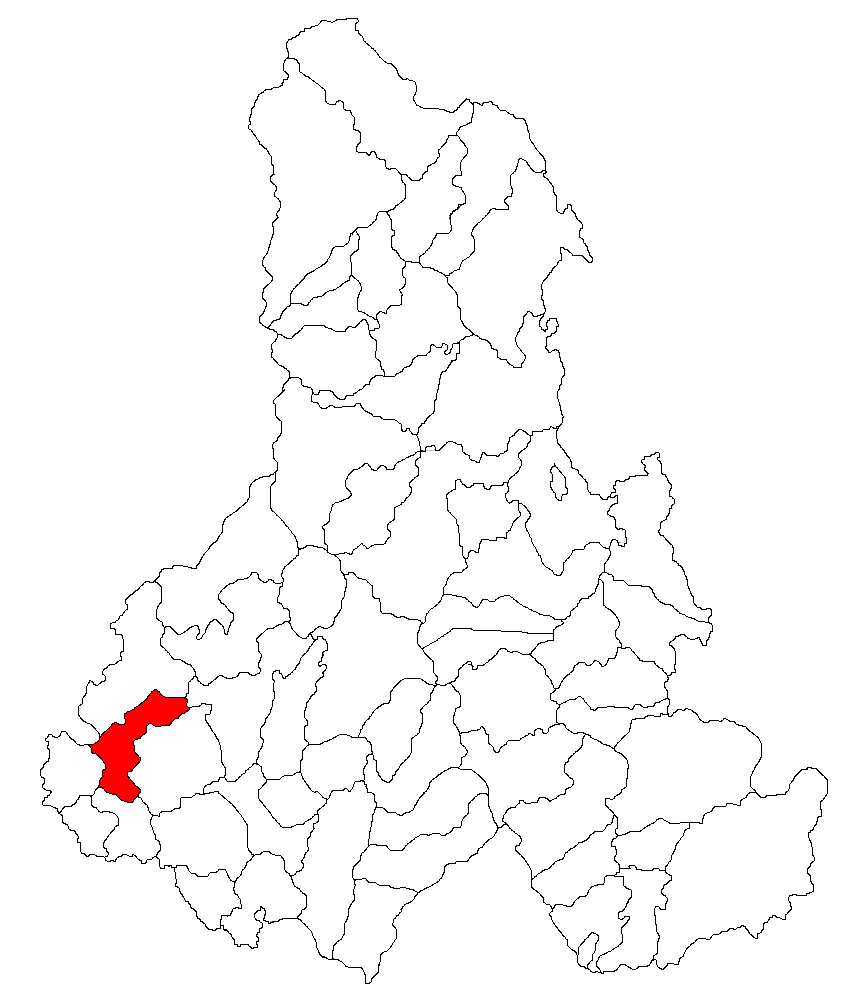
Lage der Gemeinde Avrămești im Kreis Harghita

Die Gemeinde Avrămești liegt in den Subkarpaten (Subcarpați) – ein Vorland der Ostkarpaten – in der historischen Region Szeklerland im Westen des Kreises Harghita. Am Bach Geoagiu, ein rechter Zufluss der Târnava Mare (Große Kokel) und der Kreisstraße (drum județean) DJ 136 liegt der Ort Avrămești sechs Kilometer nördlich der Kleinstadt Cristuru Secuiesc (Szeklerkreuz) und etwa 85 Kilometer westlich von der Kreishauptstadt Miercurea Ciuc (Szeklerburg) entfernt.
Der nächstgelegene Bahnhof befindet sich in Cristuru Secuiesc an der Eisenbahnstrecke Sighișoara–Odorheiu Secuiesc.

## Geschichte
Der mehrheitlich von Szeklern bewohnte Ort Avrămești wurde erstmals 1334 urkundlich erwähnt. Auf dem Areal des Ortes Avrămești, von den Einheimischen genannten Valea Cămășii (ungarisch Ingvölgy), wurde nach archäologischen Funden eine Besiedlung der Bronzezeit zugeordnet. Östlich des Ortes, bei Dealul Jidovilor (Zsidóvölgy), sind Reste einer mittelalterlichen Burg zu sehen. Die Vermutungen von B. Orbán von 1896, dass im eingemeindeten Dorf Firtănuș (Firtosmartonos) bei Vârful lui Iștoc (Istók tetöje) und bei Vârful Bárca (Bárca tetöje) je ein römisches Hilfstruppenlager gewesen sein soll, hat sich jedoch nicht bestätigt. Im eingemeindeten Dorf Goagiu (ungarisch Gagy) konnte ein archäologischer Fund der Jungsteinzeit zugeordnet werden, der Fund Orbáns einer Feuerstelle in Mitte eines Erdwalls bei Valea Iarului (Járpataka), konnte ebenfalls keinem Zeitalter zugeordnet werden.
Zur Zeit des Königreichs Ungarn gehörte Avrămești dem Stuhlbezirk Székelykeresztúr in der Gespanschaft Udvarhely (rumänisch Comitatul Odorhei), anschließend dem historischen Kreis Odorhei und ab 1950 dem heutigen Kreis Harghita an.

## Bevölkerung
Die Bevölkerung der heutigen Gemeinde Avrămești entwickelte sich wie folgt:
| Volkszählung | Volkszählung | Ethnische Zusammensetzung | Ethnische Zusammensetzung | Ethnische Zusammensetzung | Ethnische Zusammensetzung |
| Jahr         | Bevölkerung  | Rumänen                   | Ungarn                    | Deutsche                  | andere                    |
| ------------ | ------------ | ------------------------- | ------------------------- | ------------------------- | ------------------------- |
| 1850         | 2.404        | 6                         | 2.398                     | -                         | -                         |
| 1956         | 3.062        | 10                        | 3.028                     | 3                         | 21                        |
| 2002         | 2.517        | 14                        | 2.459                     | -                         | 44                        |
| 2011         | 2.465        | 17                        | 2.105                     | -                         | 343                       |
| 2021         | 2.324        | 16                        | 2.022                     | -                         | 286 (80 Roma)             |

Seit 1850 wurde auf dem Gebiet der heutigen Gemeinde Avrămești die höchste Einwohnerzahl und die der Magyaren 1956 ermittelt. Die höchste Anzahl der Rumänen (22) wurde 1977, der Deutschsprechenden (13) 1880 und die der Roma (278) wurde 2011 registriert.

## Sehenswürdigkeiten
- In Avrămești die unitarische Kirche wurde zwischen 1803 und 1811 errichtet.[8] Laut dem Verzeichnis historischer Denkmäler des Ministeriums für Kultur und nationales Erbe (Ministerul Culturii și Patrimoniului Național) steht diese unter Denkmalschutz.[9]
- Sehenswert sind auch die reformierte Kirchen in den eingemeindeten Dörfern Cechești (Csekefalva)[10] und Goagiu,[11] und die unitarische Kirchen in Cechești 1833 errichtet,[12] in Firtănuș 1906 errichtet[13] und die in Goagiu 1901 errichtet.[14]

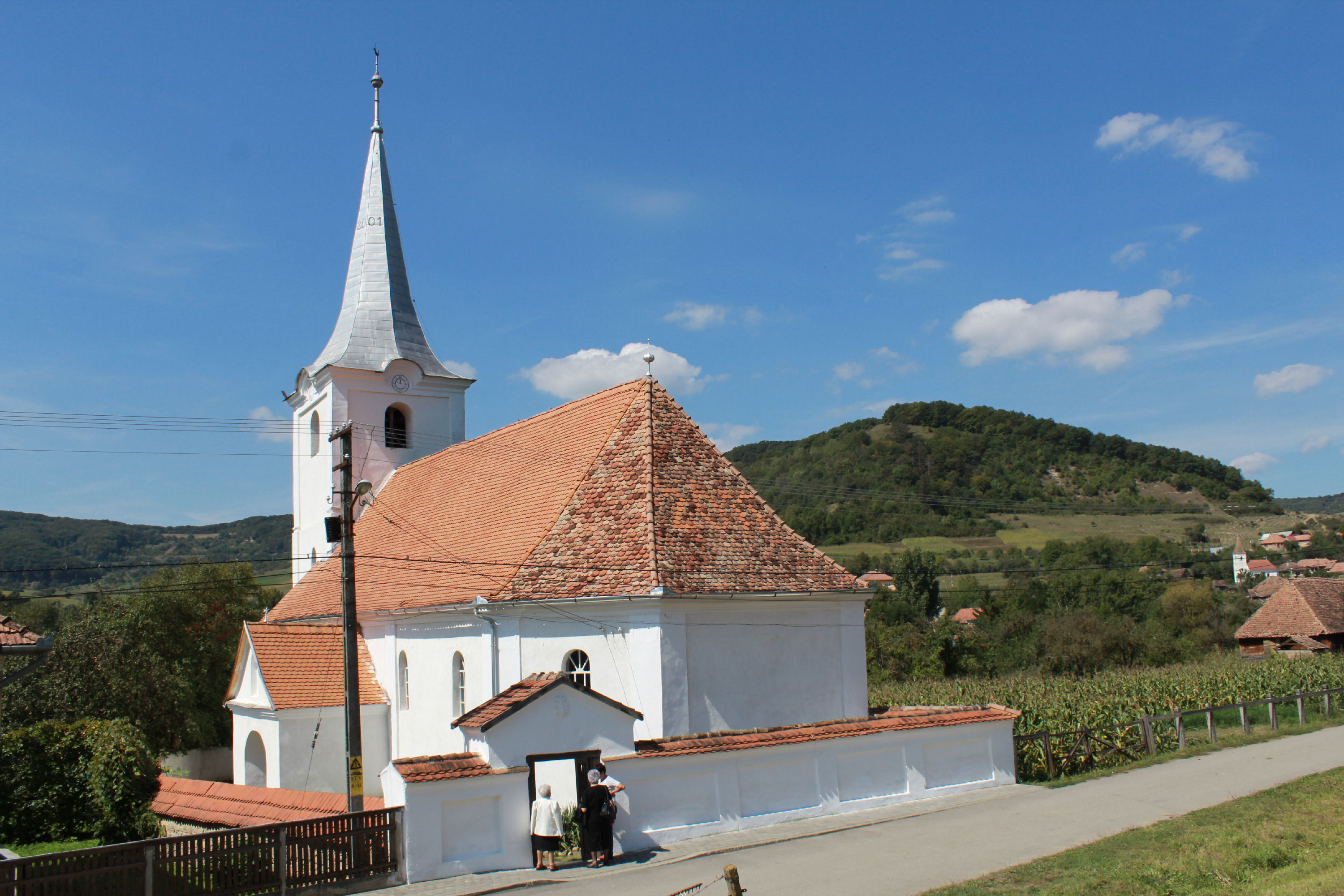
Unitarische Kirche in Avrămești
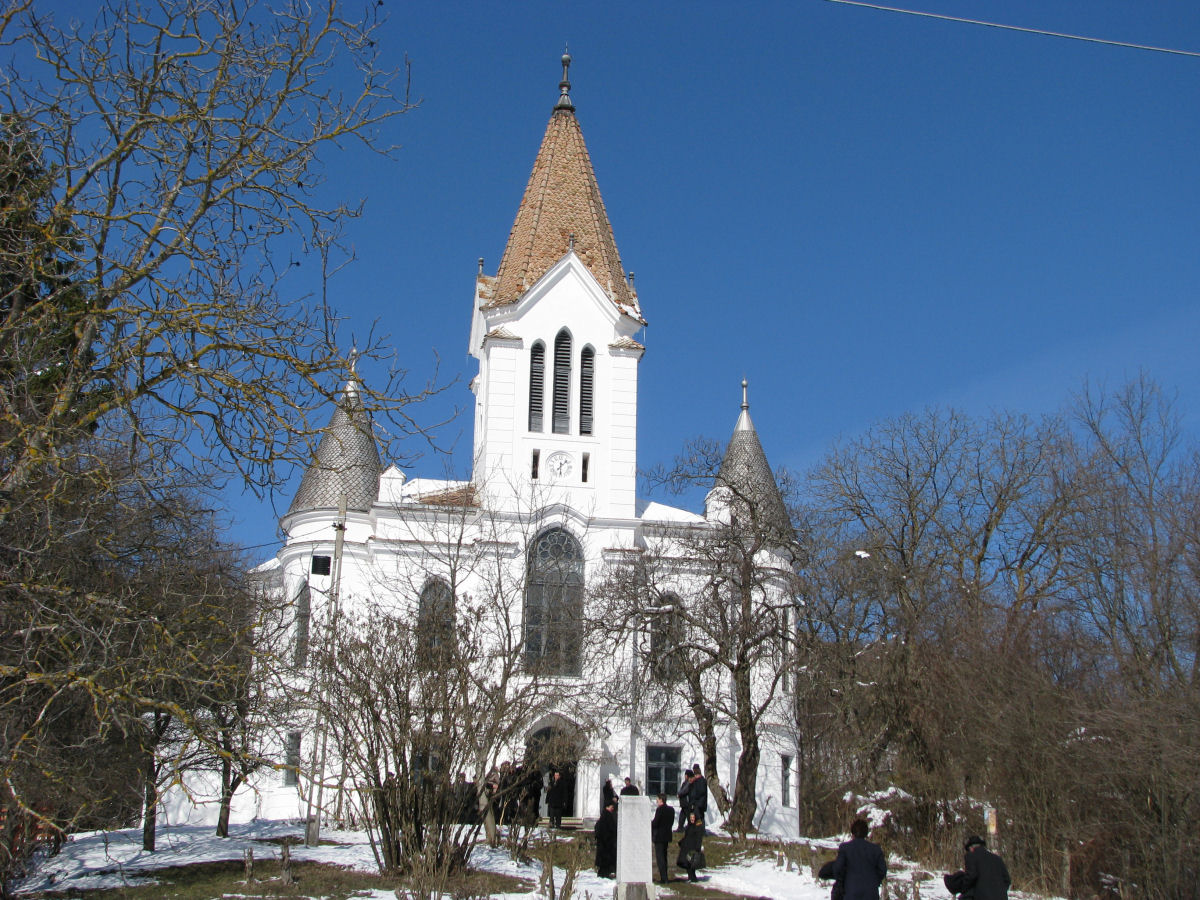
…und in Firtănuș